# The Lunchbox
The Lunchbox (títol original: द लंच बॉक्स) és una pel·lícula dramàtica índia de 2013, escrita i dirigida per Ritesh Batra. Aquesta comèdia romàntica conta la història d'una jove dona i d'un home vell que l'error de lliurament d'una capsa de menjar posa en contacte.
The Lunchbox va ser seleccionada al 66è Festival Internacional de Cinema de Canes en el marc de la Setmana Internacional de la Crítica i va guanyar el premi Grand Rail d'Or.

## Argument
Cada dia a Bombai, prop de 200.000 dabba són lliurades pels dabbawalas als seus llocs de treball als oficinistes. Ila Singh, una jove mestressa de casa hindú de classe mitjana, intenta recuperar el seu marit que la deixa cuinant-li menjars meravellosos. El primer àpat és lliurat per error a Saajan Fernandes, un comptable solitari, cristià, molestat per la incompetència de Shaikh, que el succeirà després de la seva jubilació. Encara que hagi comprovat l'error, Ila continua confeccionant els àpats per a Saajan, amb qui comença a intercanviar missatges. La pel·lícula segueix l'evolució dels personatges en els girs de la seva relació.

## Context
A la pel·lícula, el personatge central es diu Fernandes, un nom que es remunta als colonitzadors portuguesos i que portaven diversos ministres indis (inclòs el ministre de defensa). Aquest vidu visita la tomba de la seva dona en un cementiri cristià. El personatge és, doncs, fora de casta però no és innocent en el context de l'Índia actual. La jove cuinera porta un tika i un sari, que indiquen el seu origen hindú. El presumpte substitut de Fernandes es diu Shaikh, un nom musulmà, i es casa amb una dona fora de les regles de la seva casta. Tots aquests detalls són fites que van en contra d'una percepció de la societat per castes, sobretot perquè el lliurament dels àpats és també un mitjà per permetre que la gent pugui menjar tot respectant les prescripcions de la seva casta.

## Repartiment
- Irrfan Khan: Saajan Fernandes
- Nawazuddin Siddiqui: Shaikh
- Nimrat Kaur: Ila Singh

## Premis
- Festival de Cannes 2013: Grand Rail d'Or[2]
- Asia Pacific Screen Awards (Brisbane, Australia), 2013: millor guió i Gran Premi del Jurat[4]
- Dubai Internacional Film Festival, 2013: menció especial i millor actor per a Irrfan Khan[5]
- Asia-Pacific Film Festival 2013: millor actor secundari per a Nawazuddin Siddiqui, millor guió i Outstanding Achievement Award per a Irrfan Khan[6]
- Filmfare Awards, 2014: millor pel·lícula (Crítica), Best Debut Director, i millor actor secundari per a Nawazuddin Siddiqui[7][8]
- 8th Asian Film Awards, 2014 (Macau): millor guió i millor actor per a Irrfan Khan[9]